# Ephedra somalensis
Ephedra somalensis là một loài thực vật hạt trần trong họ Ephedraceae. Loài này được Freitag & Maier-St. mô tả khoa học đầu tiên năm 2003.